# Klavierbüchlein für Wilhelm Friedemann Bach

Klavierbüchlein für Wilhelm Friedemann Bach (Petit livre de clavier pour Wilhelm Friedemann Bach) est le titre d'un recueil de courtes compositions pour instrument à clavier, pour l'essentiel œuvres de Jean-Sébastien Bach à l'intention de son premier fils, Wilhelm Friedemann. Sur la page de titre de l'exemplaire original est portée la date du 22 janvier 1720 indiquant le début de la collection. Selon Alberto Basso, la compilation s'est prolongée pour l'essentiel vraisemblablement jusqu'au printemps 1723, avec encore quelques ajouts vers 1725/1726.
Les pièces sont écrites pour différents types d'instruments à clavier, essentiellement clavicorde ou clavecin. Une part importante d'entre elles sont des versions primitives de recueils postérieurs : Clavier bien tempéré, Inventions et sinfonies ; les autres sont des pièces isolées. 
Deux ans plus tard, Bach a rassemblé une collection comparable pour sa seconde épouse, Anna Magdalena, suivie quelques années plus tard d'un second recueil (Petits livres de notes d'Anna Magdalena Bach). On ne possède pas d'autre recueil analogue destiné à l'un de ses autres enfants, ni à l'un de ses nombreux élèves. 

## Le manuscrit

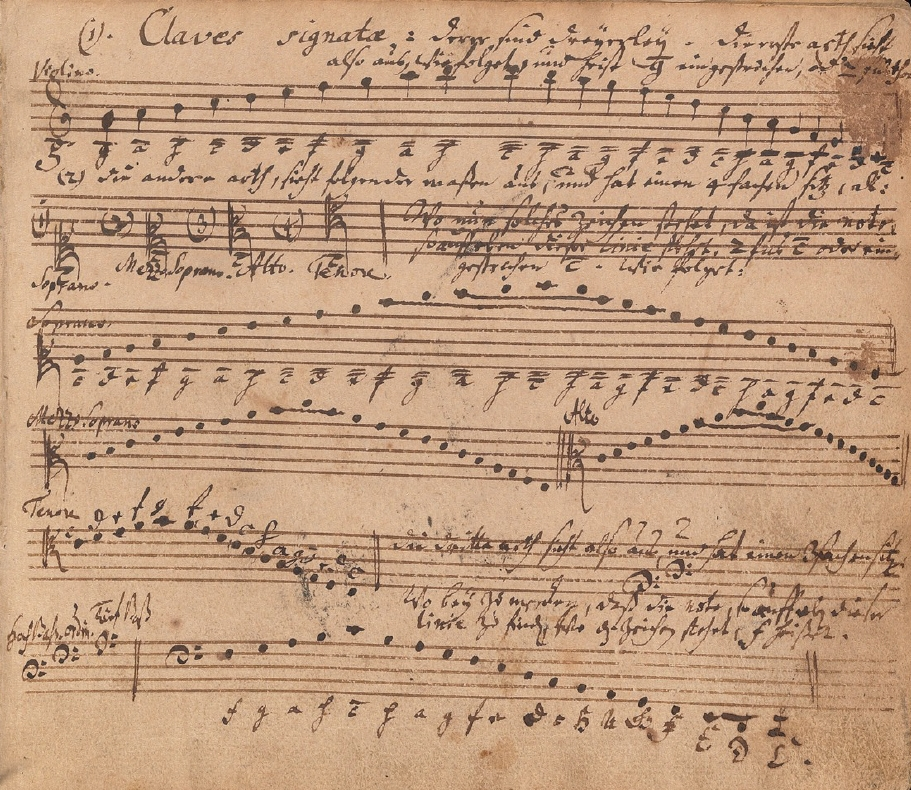
Explication des clefs au début du manuscrit

L'histoire du manuscrit a été retracée par le musicologue allemand Wolfgang Plath. Il a d'abord appartenu à Wilhelm Friedemann jusqu'en 1746. On le retrouve plus tard chez un des nombreux Johann Christian Bach, dit  Clavier-Bach (1743-1814) (de), un cousin éloigné à ne pas confondre avec le dernier frère de Wilhelm Friedemann. Il a été ensuite vendu et revendu à plusieurs reprises avant d'être finalement acheté par la bibliothèque de la School of Music de l'Université Yale aux États-Unis en 1932.

## Les compositeurs
La majorité des pièces sont de Jean-Sébastien Bach, mais le recueil comporte aussi des œuvres d'autres compositeurs.
Dans ce dernier cas, leur attribution est parfois douteuse. Pour certaines d'entre elles, il se peut que le compositeur soit Wilhelm Friedemann lui-même. Les pièces que les auteurs de catalogues de Jean-Sébastien lui attribuèrent très tôt furent rassemblées et cataloguées  sous le titre de "Neuf petits préludes" (BWV 924 à 932) : cependant  celles-là sont attribuées à Wilhelm Friedemann par certains musicologues.

## Remarques générales
L'ouvrage s'ouvre sur une introduction qui explicite la notation musicale : tout d'abord les différentes clefs (Claves signatae), puis l'interprétation des ornements (Explication unterschiedlicher Zeichen, so gewisse manieren artig zu spielen, andeuten)
À l'évidence, les pièces sont rangées dans un ordre à but didactique. Ainsi apparaissent parmi les premières l'Applicatio en Ut Majeur (BWV 994) et le prélude en sol mineur  (BWV 930) qui sont les seuls  exemples autographes indiquant les doigtés par Bach lui-même (il existe une autre composition présentant les doigtés à utiliser : le prélude en Ut Majeur BWV 870a, mais ils ne sont pas de la main du compositeur, et plus probablement d'un de ses élèves, Johann Caspar Vogler (1696–1765) qui lui succéda dans son poste à Weimar).
Le recueil contient quelques pièces faciles isolées (préludes, danses de la suite, adaptations de chorals) puis onze préludes repris plus tard (parfois retravaillés) dans le premier volume du Clavier bien tempéré. Viennent ensuite quelques autres pièces isolées ou ébauches, des pièces qui sont des versions premières des Inventions à deux voix, deux suites composées par d'autres musiciens et enfin les Sinfonies à trois voix.
Ce recueil sert donc de « matrice » à des recueils importants de pièces pour clavecin de Jean-Sébastien Bach :
- les Inventions et sinfonies, arrangées dans un ordre différent et dont l'objectif essentiellement didactique est affirmé
- le premier volume du Clavier bien tempéré (1722), ensemble beaucoup plus ambitieux dans lequel toutes les tonalités majeures et mineures seront explorées au travers d'autant de couples Prélude et fugue : l'insertion de nouveaux préludes dans le Klavierbüchlein cesse lorsque cette nouvelle recension est entreprise.

## Liste des pièces, dans l'ordre du manuscrit
13 pièces isolées
- 1. Applicatio en Ut Majeur (BWV 994 ; Courte pièce comportant 16 mesures en forme de prélude, avec marches harmoniques, accords, et le doigté).
- 2. Preambulum en Ut Majeur (BWV 924, Neuf petits préludes N° 1)
- 3. Wer nur den lieben Gott lässt walten (Prélude de choral pour orgue, BWV 691a)
- 4. Prélude en ré mineur (BWV 926, Neuf petits préludes N° 3)
- 5. Jesu, meine Freude (Prélude de choral pour orgue, BWV 753 ; incomplet)
- 6. Allemande en sol mineur (BWV 836, peut-être de Wilhelm Friedemann)
- 7. Allemande en sol mineur (BWV 837 ; fragment, peut-être de Wilhelm Friedemann)
- 8. Preambulum en Fa Majeur (BWV 927, Neuf petits préludes N° 4)
- 9. Preambulum en sol mineur (BWV 930, Neuf petits préludes N° 7)
- 10. Prélude en Fa Majeur (BWV 928, Neuf petits préludes N° 5)
- 11. Menuet 1 en Sol Majeur (BWV 841, écriture inconnue, peut-être pas de Jean-Sébastien - pièce également présente dans le Petit livre de notes d'Anna Magdalena Bach de 1722)
- 12. Menuet 2 en sol mineur (BWV 842, écriture inconnue)
- 13. Menuet 3 en Sol Majeur (BWV 843)

Préludes du Clavier bien tempéré (1er volume, 1722)
- 14. Prélude en Ut Majeur (BWV 846a, première version)
- 15. Prélude en ut mineur (BWV 847)
- 16. Prélude en ré mineur (BWV 851)
- 17. Prélude en Ré Majeur (BWV 850)
- 18. Prélude en mi mineur (BWV 855a, première version)
- 19. Prélude en Mi Majeur (BWV 854)
- 20. Prélude en Fa Majeur (BWV 856)
- 21. Prélude en Ut dièse Majeur (BWV 848)
- 22. Prélude en ut dièse mineur (BWV 849)
- 23. Prélude en mi bémol mineur (BWV 853)
- 24. Prélude en fa mineur (BWV 857)

Suite
- 25. Pièce pour le Clavecin, composée par J. C. Richter - comprend une allemande  et une courante incomplète

Petits préludes
- 26. Prélude en Do Majeur (BWV 924a, Neuf petits préludes N° 1, version antérieure)
- 27. Prélude en Ré Majeur (BWV 925, Neuf petits préludes N° 2)
- 28. Prélude en mi mineur (BWV 932, Neuf petits préludes N° 9)
- 29. Prélude en la mineur (BWV 931, Neuf petits préludes N° 8)

Esquisse
- 30. Dix mesures d'une basse continue en sol mineur, sans titre et sans N° BWV (non répertoriée dans le Bach-Werke-Verzeichnis)

Fugue
- 31. Fugue à trois voix en Ut Majeur (BWV 953)

Inventions à deux voix
- 32. Preambulum 1 en Ut Majeur (BWV 772, Invention N° 1)
- 33. Preambulum 2 en ré mineur (BWV 775, Invention N° 4)
- 34. Preambulum 3 en mi mineur (BWV 778, Invention N° 7)
- 35. Preambulum 4 en Fa Majeur (BWV 779, Invention N° 8)
- 36. Preambulum 5 en Sol Majeur (BWV 781, Invention N° 10)
- 37. Preambulum 6 en la mineur (BWV 784, Invention N° 13)
- 38. Preambulum 7 en si mineur (BWV 786, Invention N° 15)
- 39. Preambulum 8 en Si bémol Majeur (BWV 785, Invention N° 14)
- 40. Preambulum 9 en La Majeur (BWV 783, Invention N° 12)
- 41. Preambulum 10 en sol mineur (BWV 782, Invention N° 11)
- 42. Preambulum 11 en fa mineur (BWV 780, Invention N° 9)
- 43. Preambulum 12 en Mi Majeur (BWV 777, Invention N° 6)
- 44. Preambulum 13 en Mi bémol Majeur (BWV 776, Invention N° 5)
- 45. Preambulum 14 en Ré Majeur (BWV 774, Invention N° 3)
- 46. Preambulum 15 en mi mineur (BWV 773, Invention N° 2)

Deux suites
- 47. Suite en La Majeur de Georg Philipp Telemann :  Allemande, Courante et Gigue (BWV 824)
- 48. Partia di Signore Steltzeln, Suite pour clavecin en sol mineur de Gottfried Heinrich Stölzel : Ouverture, Air Italien, Bourrée, Menuet (BWV 929).

Sinfonies à trois voix
- 49. Fantaisie 1 en Ut Majeur (BWV 787, Sinfonie N° 1)
- 50. Fantaisie 2 en ré mineur (BWV 790, Sinfonie N° 4)
- 51. Fantaisie 3 en mi mineur (BWV 793, Sinfonie N° 7)
- 52. Fantaisie 4 en Fa Majeur (BWV 794, Sinfonie N° 8)
- 53. Fantaisie 5 en Sol Majeur (BWV 796, Sinfonie N° 10)
- 54. Fantaisie 6 en La mineur (BWV 799, Sinfonie N° 13)
- 55. Fantaisie 7 en si mineur (BWV 801, Sinfonie N° 15)
- 56. Fantaisie 8 en Si bémol Majeur (BWV 800, Sinfonie N° 14)
- 57. Fantaisie 9 en La Majeur (BWV 798, Sinfonie N° 12)
- 58. Fantaisie 10 en sol mineur (BWV 797, Sinfonie N° 11)
- 59. Fantaisie 11 en fa mineur (BWV 795, Sinfonie N° 9)
- 60. Fantaisie 12 en Mi Majeur (BWV 792, Sinfonie N° 6)
- 61. Fantaisie 13 en Mi bémol Majeur (BWV 791, Sinfonie N° 5)
- 62. Fantaisie 14 en Ré Majeur (BWV 789, Sinfonie N° 3)
- 63. Fantaisie 15 en ut mineur (BWV 788, Sinfonie N° 2)